# Habenaria carinata
Habenaria carinata là một loài thực vật có hoa trong họ Lan. Loài này được Span. mô tả khoa học đầu tiên năm 1841.